# Лотос (озеро)
Ло́тос (до 1972 года — Дорицине, Дорицини) — озеро в Хасанском районе на юге Приморского края России. Площадь — 3,28 км².
Названо по краснокнижным лотосам, произрастающим на озере.
Акватория озера является одним из важнейших мест остановки водоплавающих птиц восточноазиатского пролётного пути, в том числе и таких редких для российского Приморья как белая цапля и пятнистая трёхпёрстка. На озере растёт лотос.
Код в Государственном водном реестре — 20040000411118200000817.
В историю России озеро вошло благодаря военной операции в этом районе, в результате которой в августе 1938 года советские войска прошли по перешейку между озёрами Хасан и Дорицини отбили наступление вторгшихся на территорию СССР японских боевых частей.